# Караколь (Асінівський район)
Карако́ль (рос. Караколь) — присілок у складі Асінівського району Томської області, Росія. Входить до складу Новоніколаєвського сільського поселення.

## Населення
Населення — 69 осіб (2010; 65 у 2002).
Національний склад (станом на 2002 рік):
- росіяни — 98 %